# Kyorochan

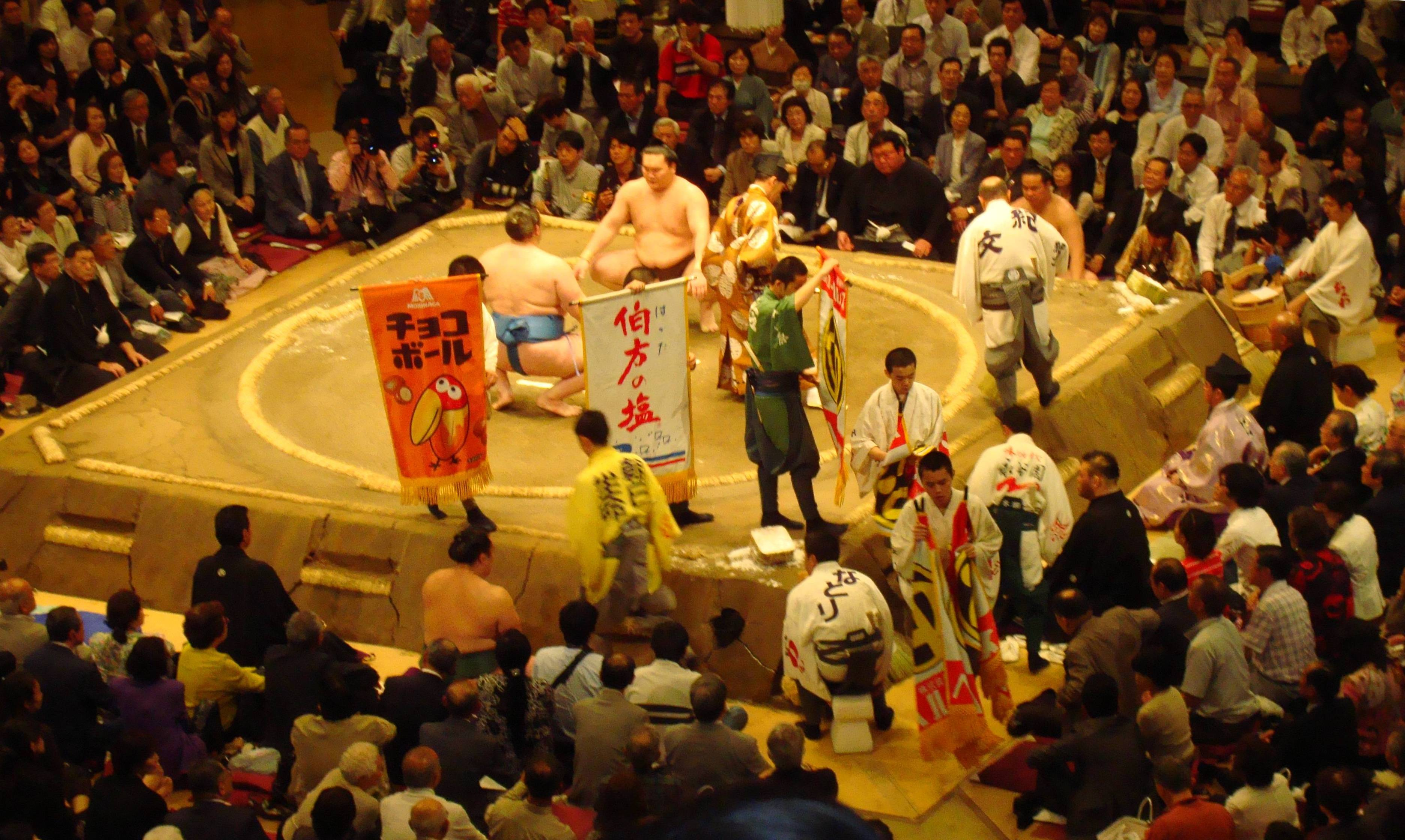
⠀⠀⠀⠀⠀⠀

Kyorochan (キョロちゃん)  é um personagem japonês que serviu de mascote para o produto ChocoBall da empresa Morinaga & Company, criado em 1967.

## Anime
Para o personagem foi criada uma série de anime que foi exibida de 1 de julho de 1999 até 29 de março de 2001 e teve 91 episódios.[carece de fontes?]
O diretor do anime foi Mitsuru Hongō, foi produzido por Nihon Ad Systems e Aniplex, animado por Group TAC e exibido na TV Tokyo e na sua rede TXN (TV Tokyo, TV Osaka, TV Aichi, TV Setouchi, TV Hokkaido e TVQ Kyushu).

### Trilha sonora
Aberturas
- "Halation Summer" por Coconuts Musume (episódios 1-26)
- "Kyoro-chan deshu" por Chacha (episódios 27-91)

Encerramentos
- "Tsuugaku Ro" by Whiteberry (episódios 1-26)
- "Kyoro-chan Ekaki Uta" por Isako Saneyoshi (episódios 27-91)

## Jogos
Foram feitos jogos baseados no personagem Kyorochan como:
- KyoroChan Land é um jogo para Game Boy desenvolvido pela Bits Studios, lançado em 1991.[3]
- Pocket KyoroChan jogo de estilo aventura, projetado para Game Boy, desenvolvido pela Jupiter.[4]
- Kyoro-chan no Purikura Daisakusen lançado em 11 de fevereiro de 1999 é um jogo eletrônico de plataforma, produzido para PlayStation e pode ser jogado em 1 ou 2 pessoas.[5]